# アゴスティーノ・バルバリーゴ

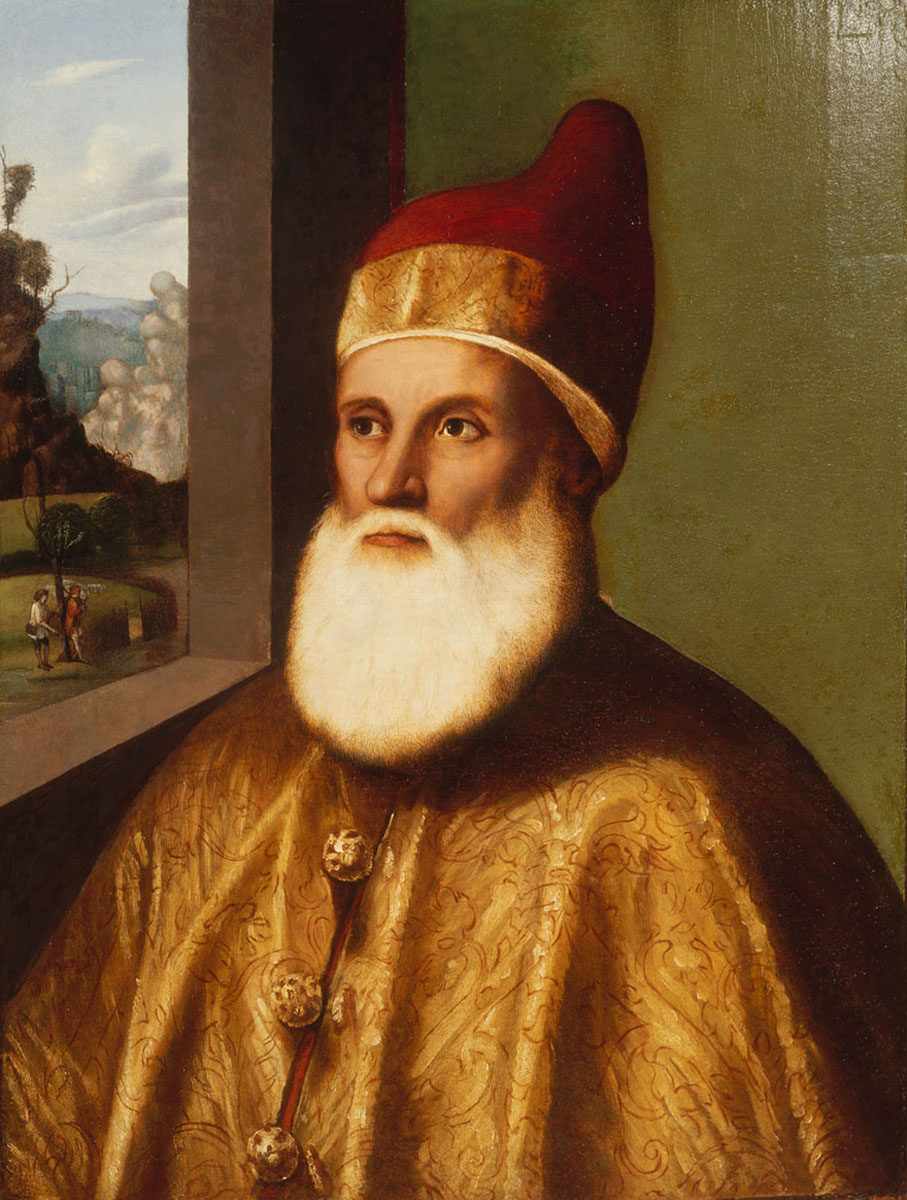
アゴスティーノ・バルバリーゴ、ジョヴァンニ・ベリーニ画

アゴスティーノ・バルバリーゴ （Agostino Barbarigo、1420年 - 1501年9月20日）は、ヴェネツィアの元首（ドージェ）（在任:1486年-1501年）。
73代元首マルコ・バルバリーゴの弟にあたる。
オスマン帝国のスルターン、バヤズィト2世と友好関係にあったが、バヤズィトの西欧嫌いから1492年頃から悪化し、1499年から戦争状態となった。イスタンブールにいるヴェネツィア商人が身柄を拘束され、ヴェネツィアにほど近いボスニアへトルコ軍が侵攻した。トルコ軍はヴェネツィア支配下にあるダルマティアに兵を進め、ザダルに到達した。ゾンチーノの戦いで共和国は敗退し、レパントでの拠点を失った。
4年の戦争ののち停戦し、ヴェネツィアの海外中継地は、モレアやナフプリオなど限られたギリシャの諸都市にのみ限られるようになった。